# Neal Smith
Neal Smith, född 23 september 1947 i Akron, Ohio, är en amerikansk trummis som var medlem i rockgruppen Alice Cooper mellan 1967 och 1974. Han gav 1999 ut soloalbumet Platinum God, inspelat 1975.